# Çufo
Çufo е детски телевизионен канал в Албания, предназначен за деца от 1 до 14 години. Аудиторията е разделена на 3 групи според възрастта: 1 – 5-годишни, 6 – 9-годишни и 11 – 14-годишни. Стартира на 18 декември 2006 г. от телевизионната платформа DigitAlb.
Телевизията излъчва комбинация от чуждестранни анимационни програми и програми на живо, всички дублирани на албански език от различни продуцентски компании като „Jess“ Discographic, AA Film Company, NGS Recording, Top Channel, Albatrade Studio и Albania Production.